# Аревацаг
Аревацаг (арм. Արևածագ) — селение в Лорийской области Армении. 
Село находится в восточной части Лорийского нагорья, на высоком левом берегу нижнего течения реки Дзорагет, на плато на высоте 1270 метров над уровнем моря. Местность села в основном равнинная. Разница между самой высокой и самой низкой точками составляет около 60 м. Он расположен в 14 км к югу от ближайшего города Алаверди, в 36 км от областного центра Ванадзор и примерно в 170 км от столицы Еревана. Дома в основном черепичные или жестяные, большинство из них новые. Питьевая вода берется из водопровода Агарак-Алаверди. В селе есть средняя школа, клуб, библиотека, медицинский пункт, почтовое отделение, детский сад и спортивная площадка. 

## Климат
Климат умеренный, предгорный, с мягкой зимой. Все четыре сезона года чётко выражены. Высота снежного покрова достигает 50-60 см. Лето тёплое, относительно влажное. Характерны весенние и осенние заморозки. Весенние заморозки могут длиться до конца мая, даже начала июня. Осенние заморозки могут наступать в конце сентября. Годовое количество осадков составляет 600-700 мм. В агроклиматическом отношении район относится к зоне частичного орошения.

## История
Село было основано в 1846 году. Было переименивано в Аревацаг в 1978 году.